# Richard de Bois
Richard de Bois (Amstelveen, 11 maart 1949 - Los Angeles, 19 april 2008) was een Nederlandse drummer, songwriter en muziekproducent.

## Muzikaal werk
De Bois begint in 1961 zijn muzikale carrière als drummer van de band Roek Williams And The Fighting Cats die in 1968 wordt hernoemd als Roek's Family. Als leadzanger Roek de band verlaat gaat hij samen met gitarist Rick Beekman verder met de band Ginger Ale waar Will Luikinga (later beter bekend als Veronica DJ) deel van uitmaakt.

## Producentschap
In 1968 wordt De Bois producer bij het label Negram-Delta. In 1969 is De Bois co-producer van The Groovy's en hij produceert in 1973 zijn eerste LP "Zoo" van de band Zoo.
In 1975 richt De Bois samen met Peter van Asten een productie- en managementmaatschappij op, genaamd Ladybird Productions. Maggie MacNeal is de eerste act die hiervoor tekent en een aantal successen boekt. Andere acts van deze maatschappij zijn bijvoorbeeld Windjammer (Van Asten en De Bois tezamen), het trio Terra (met Laura Fygi), Lemming en de Dolly Dots. Voor de laatste band schreven Van Asten en De Bois ook de tekst en muziek voor de meeste van hun hits, zoals "(Tell it all about) Boys", "Radio", "
Leila (The Queen of Sheba)", "Hela-di-la-di-lo", "Do you wanna wanna", en met als grootste hit (nummer 1 in december 1983) "Love me just a little bit more" . In de jaren negentig produceerde De Bois diverse albums met de cast van de televisieserie The Bold and the Beautiful, zoals met John McCook, Bobbie Eakes en Jeff Trachta.
In 1977 produceert De Bois het debuutalbum van punkband Ivy Green. Het album verschijnt in 1978 op het speciaal voor dat doel opgerichte label Pogo, een sublabel van Warner Brothers Records.

## Auteur
De Bois schreef ook nummers voor het (Nederlands) Nationaal en Europees Songfestival, zoals voor Maribelle: "Ik hou van jou" (1984) en voor Mystique "Op een dag" (1983). Daarnaast was hij producer bij diverse acts als Astrid Nijgh en Jan Akkerman. Richard de Bois overleed op 59-jarige leeftijd aan de gevolgen van kanker.